# 国際政治学 (モーゲンソウ)
『国際政治―権力と平和』(Politics Among Nations: The Struggle for Power and Peace)は、1948年に初版が出版されたハンス・モーゲンソウによる国際政治学の著作である。現実主義の古典とみなされている。

## 概要
モーゲンソウによって1943年にシカゴ大学で行われた国際政治学の講義が本書の内容となっている。本書は現実主義の原理を踏まえた上で政治権力の闘争と抑制について体系的に論じ、なおかつ平和の問題として今後の国際政治の方向性を示している古典的な研究である。
第2版で追加された第1章「リアリストの国際政治理論」で、モーゲンソーは、政治的リアリズムに関する自らの考えを6つの原則に整理している。
政治的リアリズムの6原則
1. 「政治は一般社会と同様、人間性にその根源を持つ客観法則に支配されている」
2. 「政治的リアリズムが国際政治という風景をとおっていく場合に道案内の助けとなる主な道標は、力（パワー）によって定義された利益（インタレスト）である」
3. 「力として定義された利益という中心概念は、普遍的な妥当性をもつ客観的カテゴリーである」
4. 「政治的リアリズムは政治行動の道義的意味を知っている」
5. 「政治的リアリズムは、ある特定国の道義的な願望と、世界を支配する道徳律とを同一視しようとはしない」
6. 「政治的リアリズムと他の思想学派との間の相違は、確かに存在する」

モーゲンソーは、「国際政治とは、他のあらゆる政治と同様に、権力闘争である」と指摘する。そして3つの基本的なパターンに政治現象を区分する。つまり力を維持する現状維持政策、力を増大する帝国主義政策、そして力を誇示する威信政策である。また国力を、比較的安定している要素である地理、資源、工業力、軍事力、人口と、つねに変化している要素である国民性、国民の士気、外交の質、政府の質に分けて考察している。
国家権力を制限する方法として、第4部では、勢力均衡を、第5部では国際道義と世界世論を、第6部では国際法を取り上げて考察している。また世界平和の実現に向けた問題については、軍縮や司法的解決といった「制限による平和」、世界国家の設立を理想とする「変革による平和」、そして外交を通じた「調整による平和」それぞれについてその展望を論じている。結論として、モーゲンソーは、「国際生活の究極の思想――すなわち超国家的社会へ飛躍していくという理想――は、外交の伝統的手段である説得、交渉、および圧力といったテクニックを使うことによって実現される」と指摘し、外交の復権を主張している。
なお酒井哲哉によれば、『国際政治』は、モーゲンソーの思考形成過程に即して読むならば、実際の章立てとは異なって、国際法規範の現実性についての考察から、権力政治の分析に展開し、国際法共同体の漸進的発展をいかに促進していくのかという問題構成になっており、マキャベリズムの徒というモーゲンソーに対する非難は、「そもそもおよそドイツ国法学の知的文脈に不案内な米国の読者が、モーゲンソーの政治的思考におけるケルゼン＝シュミット問題の重要性を読み取ることができなかったところが大きい」という。

## 書誌情報
- Politics among nations: the struggle for power and peace, Knopf, 1948.
  - 1954年に2版、1960年に3版、1967年に4版、1973年に5版、1978年に改訂5版が出ている。
  - モーゲンソー死後に刊行された6版（1985年）と7版（2006年）は、弟子のケネス・トンプソンによる。
- 日本語訳
  - 『国際政治学―力と平和のための闘争』伊藤皓文・浦野起央訳、アサヒ社、1963年。- 3版の翻訳、4分冊。
  - 『国際政治―権力と平和』現代平和研究会訳、福村出版、1986年。- 改訂5版の翻訳。1巻本と3分冊がある。1998年に新装版が刊行された。